# Moodaldinni, Raichur
Moodaldinni là một làng thuộc tehsil Raichur, huyện Raichur, bang Karnataka, Ấn Độ.